# سرمل (حومة بوشهر)
سرمل (بالفارسية: سرمل) هي قرية تقع في إيران في منطقة مركزية ريفية. يقدر عدد سكانها بـ 281 نسمة بحسب إحصاء 2016.